# Вероніка нитковидна
Вероніка ниткувата, вероніка нитковидна (Veronica filiformis) — однорічна або багаторічна трав'яна рослина, вид роду вероніка (Veronica) родини подорожникові (Plantaginaceae).

## Ботанічний опис
Стебла висотою 10–30 см, слабкі, тонкі, гіллясті, з численними, тонкими, подовженими гілками.
Верхні листки чергові, нижні супротивні, яйцеподібні або округлі, завдовжки та шириною 5–10 (до 15) мм, на коротких черешках, на верхівці тупі, до основи майже серцеподібні або округлі, з дрібними плоскими волосками або голі. Приквіткові — зменшені, подібні до стеблових.
Квітки по одній на тонких квітконіжках, у 2–4 рази довші від листя, у пазухах звичайних або трохи зменшених листків. Частки чашечки еліптичні або ланцетні, довжиною 2,5–4 мм, на верхівці коротко-гоструваті, слабо розходяться, рідко залозисті; Віночок блакитний або білуватий, перевищує чашечку, діаметром 8–13 мм; три лопаті віночка ниркоподібні або округлі, майже рівні, нижня лопать оберненояйцеподібна, трубка віночка дуже коротка.
Плід — коробочка, шириною близько 5 мм, довжиною 4 мм, опукла, округло-серцеподібна, дволопатева, з округлими, з'єднаними під гострим або прямим кутом, слабо розбіжними, високо зрощеними лопатями, розсіяно залозиста. Насіння по 8–10 в гнізді, еліптичне до довгастого, плоске, довжиною близько 1 мм, злегка зморшкувате або гладке.

## Поширення
Вид поширений у Європі, Північній Америці та Азії. В Україні росте у Криму (Ялта) та Закарпатті, адвентивна рослина. Бур'ян.